# Zasićena mast
Zasićena mast je mast koja se sastoji od triglicerida koji sadrže samo zasićene masne kiseline. Zasićene masne kiseline nemaju dvostruku vezu između atoma ugljenika u lancima masnih kiselina. Drugim rečima njihovi lanci atoma ugljenika su potpuno zasićeni atomima vodonika. Postoje mnoge vrste prirodnih zasićenih masnih kiselina, koje uglavnom razlikuju po broju atoma ugljenika, od 3 ugljenika (propionska kiselina) do 36 (heksatriakontanoinska kiselina).
Razne masti sadrže različite proporcije zasićenih i nezasićenih masti. Primeri hrane koja sadrži visoke proporcije zasićene masti su kajmak, sir, puter, i topljeno maslo; loj, slanina, i masna mesa; kao i pojedini biljni proizvodi kao što su kokosovo ulje, pamukovo ulje, ulje palminih koštica, čokolada, itd.

## Literatura
- Bonthuis, M.; Hughes, M. C.; Ibiebele, T. I.; Green, A. C.; Van Der Pols, J. C. (2010). „Dairy consumption and patterns of mortality of Australian adults”. European Journal of Clinical Nutrition. 64 (6): 569—577. PMID 20372173. S2CID 21011583. doi:10.1038/ejcn.2010.45.
- Elwood Peter C.; Pickering Janet E.; Ian, Givens D.; Gallacher John E. (2010). „The consumption of milk and dairy foods and the incidence of vascular disease and diabetes: an overview of the evidence”. Lipids. 45 (10): 925—939. PMC 2950929 . PMID 20397059. doi:10.1007/s11745-010-3412-5.
- Feinman Richard D (2010). „Saturated Fat and Health: Recent Advances in Research”. Lipids. 45 (10): 891—892. PMC 2974200 . PMID 20827513. doi:10.1007/s11745-010-3446-8.
- Goldbohm, R. A.; Chorus, A. M.; Galindo Garre, F.; Schouten, L. J.; Van Den Brandt, P. A. (2011). „Dairy consumption and 10-y total and cardiovascular mortality: A prospective cohort study in the Netherlands”. The American Journal of Clinical Nutrition. 93 (3): 615—627. PMID 21270377. doi:10.3945/ajcn.110.000430.
- Howard, Barbara V.;  . (2006). „Low-Fat Dietary Pattern and Risk of Cardiovascular Disease”. JAMA. 295 (6): 655—666. PMID 16467234. S2CID 52835922. doi:10.1001/jama.295.6.655..  16467234
- Hu, FB; Stampfer, MJ; Rimm, EB;  . (1999). „A prospective study of egg consumption and risk of cardiovascular disease in men and women”. JAMA. 281 (15): 1387—94. PMID 10217054. doi:10.1001/jama.281.15.1387.
- Hu Frank B.; Stampfer Meir J.; Manson JoAnn E.; Eric, Rimm; Colditz Graham A.; Rosner Bernard A.; Hennekens Charles H.; Willett Walter C. (1997). „Dietary fat intake and the risk of coronary heart disease in women”. New England Journal of Medicine. 337 (21): 1491—1499. PMID 9366580. doi:10.1056/NEJM199711203372102.
- Hu FB, Manson JE, Willett WC (2001). „Types of dietary fat and risk of coronary heart disease: a critical review”. J Am Coll Nutr. 20 (1): 5—19. PMID 11293467. S2CID 16914803. doi:10.1080/07315724.2001.10719008. Архивирано из оригинала 11. 04. 2011. г. Приступљено 04. 09. 2011.
- Jakobsen, Marianne U.; Dethlefsen, Claus; Joensen, Albert M.; Stegger, Jakob; Tjønneland, Anne; Schmidt, Erik B.; Overvad, Kim (2010). „Intake of carbohydrates compared with intake of saturated fatty acids and risk of myocardial infarction: Importance of the glycemic index”. The American Journal of Clinical Nutrition. 91 (6): 1764—1768. PMID 20375186. doi:10.3945/ajcn.2009.29099.
- Lichtenstein, L.;  . (2010). „Angptl4 Protects against Severe Proinflammatory Effects of Saturated Fat by Inhibiting Fatty Acid Uptake into Mesenteric Lymph Node Macrophages”. Cell Metabolism. 12 (6): 580—92. PMC 3387545 . PMID 21109191. doi:10.1016/j.cmet.2010.11.002.
- Ravnskov, U. (1998). „The questionable role of saturated and polyunsaturated fatty acids in cardiovascular disease”. Journal of Clinical Epidemiology. 51 (6): 443—460. PMID 9635993. doi:10.1016/s0895-4356(98)00018-3.
- Yamagishi, Kazumasa; Iso, Hiroyasu; Yatsuya, Hiroshi; Tanabe, Naohito; Date, Chigusa; Kikuchi, Shogo; Yamamoto, Akio; Inaba, Yutaka; Tamakoshi, Akiko; JACC Study Group (2010). „Dietary intake of saturated fatty acids and mortality from cardiovascular disease in Japanese: The Japan Collaborative Cohort Study for Evaluation of Cancer Risk (JACC) Study”. The American Journal of Clinical Nutrition. 92 (4): 759—765. PMID 20685950. doi:10.3945/ajcn.2009.29146.
- Corwin, Rebecca L.; Hartman, Terryl J.; MacZuga, Steven A.; Graubard, Barry I. (2006). „Dietary Saturated Fat Intake is Inversely Associated with Bone Density in Humans: Analysis of NHANES III”. The Journal of Nutrition. 136 (1): 159—165. PMID 16365076. doi:10.1093/jn/136.1.159.
- Halfrisch, Judith and Tucker, Katherine. Tucker, K. L.; Hallfrisch, J.; Qiao, N.; Muller, D.; Andres, R.; Fleg, J. L.; Baltimore Longitudinal Study of Aging (март 2005). „The Combination of High Fruit and Vegetable and Low Saturated Fat Intakes Is More Protective against Mortality in Aging Men than Is Either Alone: The Baltimore Longitudinal Study of Aging.”. The Journal of Nutrition. 135 (3): 556—561. PMID 15735093. doi:10.1093/jn/135.3.556.. ,. 3/2/11 <http://jn.nutrition.org/content/135/3/556.abstract?sid=64ac1674-77da-42b0-b273-01f9a8900aef>
- Dixon, Lori and Ernst, Nancy (фебруар 2001). „Choose a Diet That Is Low in Saturated Fat and Cholesterol and Moderate in Total Fat: Subtle Changes to a Familiar Message.”. The American Society for Nutritional Sciences. 131 (2): 510—526.. ,. 3/14/11 <http://jn.nutrition.org/content/131/2/510S.abstract?sid=64ac1674-77da-42b0-b273-01f9a8900aef>
- Kathleen, Zelman; Willett Walter C.; Kuller Lewis H.; Dariush, Mozaffarian; Lichtenstein Alice H. (2011). „The Great Fat Debate”. Journal of the American Dietetic Association. 111 (5): 655—677. PMID 21515106. doi:10.1016/j.jada.2011.03.026.

}- 